# 라기스

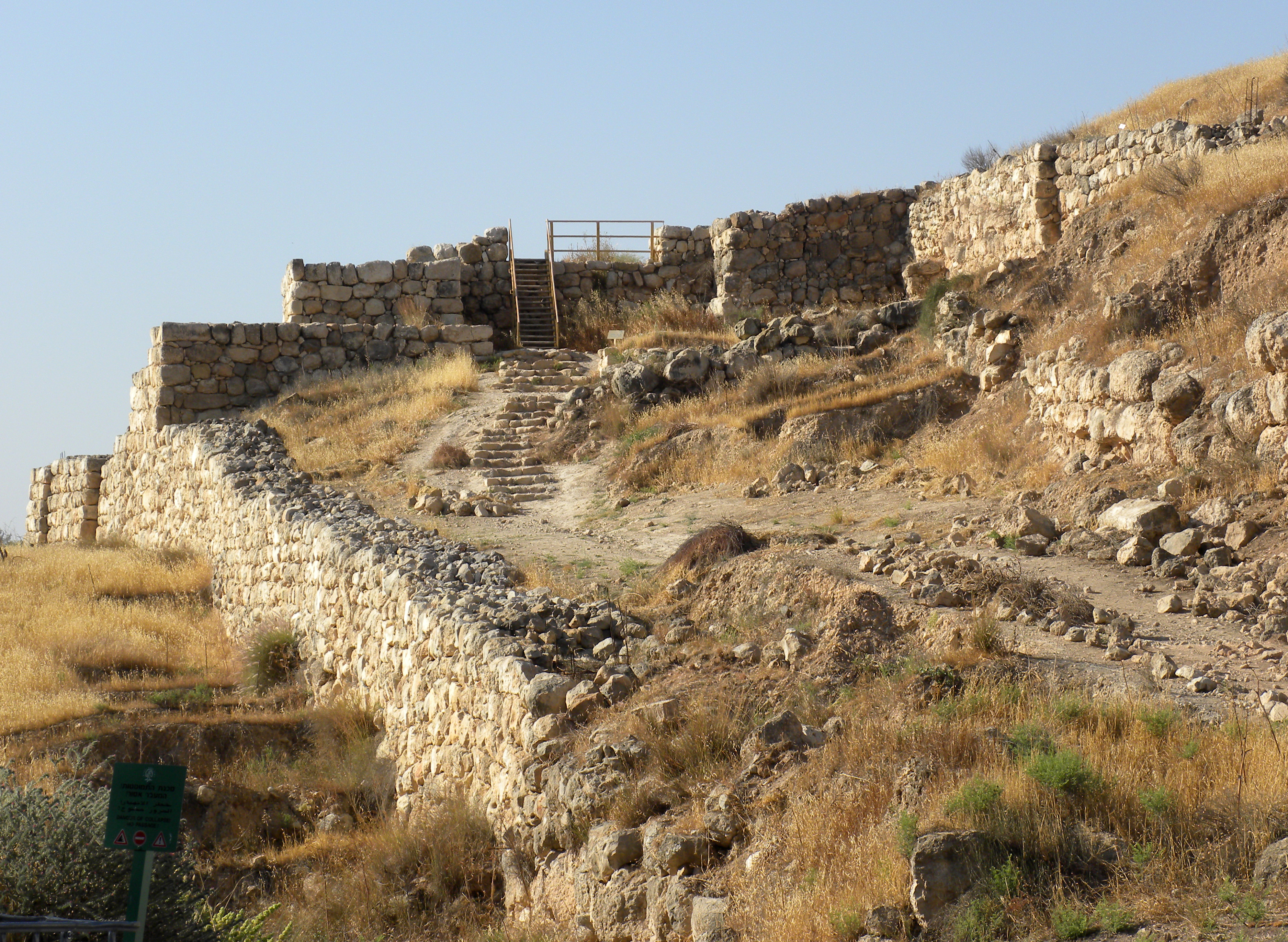

라기스 또는 텔 라기스(영어: Tel Lachish, 히브리어: תל לכיש)는 성경에 언급되는 쉐펠라의 고대 주요도시였으며, 현재 이스라엘의 남부 구에 위치한 국립공원이다. 라기스는 기원전 14세기 아마르나 서한에서 처음 언급되며, 출애굽후 이스라엘 민족의 정복전쟁으로 점령하여 진멸시켰다. 기업의 분배로 라기스는 유다 지파에게 분배되었다. 이후 유다의 르호보암이 라기스를 요새화하였으며, 아마지야가 반역자들에게 도피하였다가 살해당하기도 하였다. 신아시리아의 센나케립이 라기스를 포위하여 함락하고 히스기야에게 조공을 받았다. 라기스 공성전은 센나케립의 궁정의 부조로 지금까지 묘사되어있다. 선지자 예레미야에 따르면, 바빌로니아의 네부카드네자르 2세가 예루살렘과 유다의 남은 모든 성읍들을 쳤을 때, 유다의 남은 성읍들이라고는 아세가와 라기스 뿐이었다.